# Уейн Грецки
Уейн Дъглас Грецки (на английски: Wayne Douglas Gretzky), наричан Великият (The Great One), е бивш канадски и НХЛ хокеист и настоящ треньор и съсобственик на НХЛ отбора „Финикс Койотс“.
Роден е в гр. Брантфорд, провинция Онтарио на 26 януари 1961 г.
Играл е като нападател. Състезавал се е в НХЛ отборите „Едмънтън Ойлърс“, „Лос Анджелис Кингс“, „Сейнт Луис Блус“ и „Ню Йорк Рейнджърс“ от 1978 до 1999 г.
Уейн Грецки запалва олимпийския огън на зимните олимпийски игри във Ванкувър през 2010 г.